# Jamil Calife
Jamil Sebba Calife (Catalão, 19 de março de 1981) é um Médico e político brasileiro, filiado ao Progressistas.
Nas eleições de 2022, foi eleito deputado estadual em Goiás com 38.248 votos (1,11% dos votos válidos).
Nascido em de Catalão (GO), no dia 19 de março de 1981, leva o nome do seu avô (Jamil), que morreu no dia do seu aniversário, filho de Antônio Carlos Calife Silva e Nora Maria Faiad Sebba Calife é Médico, político e Empresário brasileiro, filiado ao partido Progressistas. Nas eleições de 2022, foi o deputado estadual em Goiás mais votado na região sudeste com 38.248 votos (1,11% dos votos válidos). Especializou em Psiquiatria entretanto, nunca chegou a atuar. Na gestão hospitalar, integrando a diretoria do Hospital Nasr Faiad, já salvou mais de 15 mil vidas pelo SUS no seu programa de cardiologia.

Pai de três filhas, sendo uma delas, que leva o nome de sua avó (Odette). É também, jogador de tennis e músico pianista. Empresário do setor imobiliário, acredita na saúde como filantropia, acredita que a saúde deve ser para todos.